# Mario Tronco
Mario Tronco, né en 1962 à Caserte, est un musicien italien, chef de l'Orchestra di Piazza Vittorio qu'il a créée en 2002.
Pianiste et créateur du Piccola Orchestra Avion Travel, il a écrit des bandes originales de films.